# Clawson, Michigan
Clawson är en ort i Oakland County i Michigan. Orten har fått sitt namn efter bosättaren John Lawson vars namn stavades fel i samband med ortens grundande. Enligt 2010 års folkräkning hade Clawson 11 825 invånare.

## Kända personer från Clawson
- David Robert Mitchell, filmregissör och manusförfattare
- Tim Gleason, ishockeyspelare